# أوسماي أكوستا
أوسماي أكوستا (مواليد 3 أبريل 1985) هو ملاكم كوبي، مثّل بلاده في الألعاب الأولمبية الصيفية 2008.

## روابط خارجية
أوسماي أكوستا على موقع أوليمبيديا (الإنجليزية)